# Sotokoto online
株式会社sotokoto online（ソトコトオンライン、英: sotokoto online, Inc.）は、東京都千代田区に拠点を置く日本のメディア企業である。
親会社会社との合併後、株式会社ソトコト・プラネットに社名変更。。

## 概要
未来をつくるSDGsマガジン『ソトコト』の雑誌の出版や、オンラインメディアの運営、イベントの企画制作及び運営業務を行っている。
2018年9月7日、木楽舎から『ソトコト』の事業譲渡に際し、RRデジタルメディアの子会社として設立。『ソトコト』編集長の指出一正が代表取締役社長に就任。

## 雑誌『ソトコト』
「社会や環境がよくなって、そしておもしろい」をテーマとした未来をつくるSDGsマガジン。世界の、そして日本各地のソーシャルグッドな話題を、ひとりひとりの生活のヒントになる情報をお届け。1999年の創刊以来、「スローライフ」「ロハス」「ソーシャル」「ローカル」「関係人口」「SDGs」など、社会をリードするさまざまなキーワードを発信。

## Webメディア『sotokoto online』
『ソトコト』のコンテンツをより多くの読者に届けたいという想いで、2019年4月にローンチ。本誌の記事転載やニュース記事、Web版のオリジナル記事を配信。株式会社インタースペースと株式会社sotokoto onlineの共同事業。

## プロジェクト
関係人口を育成するプログラムや、「編集」「サスティナビリティ」について学ぶ、地方自治体や官庁との取り組みを多数実施。
- 環境省「SDGsローカルツアー」[4]
- 島根県「しまコトアカデミー」[5]
- 奈良県「奥大和アカデミー」[6]
- 奈良県下北山村「奈良・下北山 むらコトアカデミー」[7]
- 福井県大野市「越前おおの みずコトアカデミー」[8]
- 和歌山県田辺市「たなコトアカデミー」[9]
- 秋田県湯沢市「ゆざわローカルアカデミー」[10]
- 鹿児島県鹿児島市「かごコトアカデミー」[11]
- 奥大和「サスティナブルデザインスクール」[12]
- 高知県・津野町「地域の編集学校 四万十川源流点校」[13]
- 福島県郡山市「こおりやま街の学校」[14]